# Ayar
Das Ayar, engl. Hide Shield, dt. „Tuareg-Schild“, ist eine Schutzwaffe aus Afrika.

## Beschreibung
Das Ayar besteht aus der Haut der Oryxantilopen (Oryx gazella) (tuareg. Lamt). Zur Herstellung des Schildes wird die Haut nach der Schlachtung des Tieres in der Sonne getrocknet, dadurch erhält es eine sehr hohe Härte. Darüber hinaus wird es über die Dauer von einem Jahr mit Milch benetzt und mit Straußeneierschalen abgerieben und dadurch gegerbt. Wenn auf der Vorderseite Beschädigungen durch Schwerthiebe vorhanden sind, wird das Leder über Wasserdampf erhitzt und die Schäden werden mit der Hand abgerieben. Durch diesen Vorgang verschwinden die Beschädigungen. Das Oryxleder gilt in der gesamten südlichen Sahara als Symbol des militärischen Sieges. Der Schild ist länglich und unregelmäßig geformt. Der obere Rand ist mit zwei Ausformungen ähnlich dem Höcker eines Kamels ausgestattet. Zum unteren Rand wird es breiter und ist dort gerade. Das deutet die Form eines weiblichen Körpers an und dient somit sowohl als Symbol für die Fruchtbarkeit als auch für das sterile, tödliche Eisen. Als Griff dient ein Lederband, das zugleich als Halterung während des Reitens dient. Zu diesem Zweck ist an den Kamelsatteln der Tuareg ein Haken ausgearbeitet, der zum Aufhängen des Schildes dient.
Auf der Vorderseite sind traditionelle Verzierungen angebracht und in verschiedenen Farben ausgeschmückt. Der Schild ist zu schwer, um ihn im Kampf geschickt zu handhaben und damit zu parieren, er wird also eher starr getragen. Das auf der Vorderseite angebrachte Symbol gleicht einer Schneeflocke. Es wurde oft auch auf Felszeichnungen in der Sahara gefunden, seine Bedeutung ist nicht bekannt. Einige Wissenschaftler vermuten, dass es sich um ein heraldisches Symbol handelt, das die Clanzugehörigkeit bezeichnet, oder aber eine Art Gerät. Andere glauben, dass es sich um ein Amulett gegen den bösen Blick (tuareg. Tehot) handelt. Die überzeugendste Erklärung ist, dass es ein Symbol für Iziz, den Kriegsgott der Tuareg (der Geiergott, der die Feinde schlachtet) ist. Dieser Kriegsgott der Tuareg hat vermutlich eine Verbindung zum Kriegsgott Aziz der Perser. Wenn man dieses Symbol auf dem Schild trug, handelte man nach dem Glauben der Tuareg „unter göttlicher Berufung“.